# Rayol-Canadel-sur-Mer
Rayol-Canadel-sur-Mer é uma vila e comuna no departamento de Var, no sudeste da França.

Brasão de armas de Rayol-Canadel-sur-Mer.